# نورس يكن
نورس يكن شاعر وإعلامي سوري من مواليد مدينة حلب في الأول من آذار \ مارس 1990 يكتب الشعر من عام 2006 وينحاز للشعر الحر وقصيدة النثر التي كانت لون معظم قصائد مجموعتيه «مثير للشغب» و «آيات لم يكتبها الرب», اعتقلته سلطات النظام السوري في العام 2011 على خلفية قصائد مناهضة لنظام الحكم إبان الثورة السورية غادر سوريا في 2012 إلى لبنان ومنها إلى الأردن ثم تركيا، يكتب للصحافة من العام 2010 ويعمل في الإعلام المسموع ولديه برنامج يومي على راديو نسائم سوريا
نورس ينتمي لأسرة «يكن» التركية العريقة والمنتشرة في سوريا ولبنان ومصر حيث ينحدر منها العديد من المفكرين الإسلاميين والفنانين والشخصيات السياسية والأدبية أمثال الداعية الإسلامي اللبناني فتحي يكن والفنان التشكيلي السوري سعد يكن والشاعر ولي الدين يكن ورئيس وزراء مصر في عهد الملك فؤاد الأول عدلي باشا يكن.

## أعماله
الديوان الأول صدر في عام 2010 وكان تحت عنوان مثير للشغب وطبعته دار عبد المنعم ناشرون للثقافة والكتب في حلب.
أما الثاني وهو آيات لم يكتبها الرب في عام 2012 وصدر عن الدار العربية للعلوم ناشرون في بيروت. 
أيضا لديه الكثير من المقالات والقصائد والتسجيلات الصوتية على العديد من المواقع الأدبية ومواقع التواصل الاجتماعي يوتيوب، فيس بوك.

### مثير للشغب
مثير للشغب هو الديوان الشعري الأول لنورس يكن ويتألف من 38 قصيدة تنتمي بأكملها إلى قصائد النثر.
صدر الديوان في 19 ديسمبر 2010 عن دار عبد المنعم ناشرون للثقافة والكتب في حلب وأقيم حفل توقيعه في 27 فبراير 2011 في نهر الفن حلب.
مثير للشغب كتب مقدمته الشاعر رعد يكن وهو بحسب رؤية الروائي السوري شادي نصير ليس فقط مجموعة من النصوص الشعرية المتميزة بإبداعها ورؤيتها المتميزة للواقع وللمجتمع بل هي أكثر من ذلك، فهي رؤى فلسفية وثقافية استطاع الشاعر أن يحبكها بطريقته الخاصة والمتميزة والتي تجعل المجموعة من أكثر المجموعات الشعرية الشبابية روحاً وتميزاً وجرأة، وثقافة متميزة، هذا وقد شملت نصوص المجموعة موضوعين رئيسيين هما المرأة التي لها دوراً مهماً في نسج هذه المجموعة وهي المرأة التي دائماً إلى جانبه والموضوع الثاني الهموم التي تعيشها الأمة العربية. 
كما أن نصوص مثير للشغب غنية بالعاطفة والحرية والحب، والنصوص لا تحمل الإرهاق بل هي رشيقة، تنساب كخيوط القمر في ساعة اكتماله، وتحمل روحاً جديدةً، للشعر العربي الشاب، بقصائد النثر المتميزة والتي لها خطها ورؤيتها ولونها وتميزها الفريد.

### آيات لم يكتبها الرب
صدر آيات لم يكتبها الرب في 13 أيلول \ سبتمبر 2012 عن الدار العربية للعلوم ناشرون في بيروت.
(آيات لم يكتبها الرب) قصائد ظاهرها الفرح وباطنها الألم يشجو بها «نورس يكن» لتزهو في نفوس المعذبين في الأرض، وخاصة أبناء الثورة السورية وجراحاتهم المتكررة بكل ما فيها من ألم، ونزف، ويتم، مستمر إلى اليوم.
في الكتاب (أربع وأربعون) قصيدة تنتمي لقصائد النثر وتجمع الحب والوطن والثورة السورية في مشروع أدبي جريء ذو مضمون سياسي وعاطفي يحمل بين طياته بعض مجريات واقع إنسان عصرنا، ويرسم أمنياته، عبر قصائد حالمة تخترق أصداء النفس، بما مر عليها من خوف، وقهر، وإبعاد، وتتخطاها إلى واقع مرتجى، وغدٍ أفضل.
توزعت المجموعة على قسمين
الأول: قصائد عاطفية ابتدأت بمدخل (قصتي مع النساء ليست مسألة حب أو شهوة بل هي مسألة مبدأ", الثاني: (السباعيات) قصائد للحب والثورة ويضم "سباعية شرقية"، "سباعية فرنسية"، "سباعية صاحب الظل الطويل"، "سباعية حمص"، "سباعية الشعراء في المنفى"، و"سباعية وطن"، إضافة إلى قصائد سياسية تتناول أوضاع الثورة السورية، و"من يوميات المعتقل" وهي مجموعة قصائد كتبت في السجن أثناء فترة اعتقال الشاعر: وفيها يقول:
«أئن فلا يسمعني الجدار، ولا تبكي عليّ قضبان حياتي، ها قد سجنت وأنت طليقة، فخبري عني وعن أبياتي، أنا من جعلت الشعر... كالنوارس حراً، يصيد ألف سمكة في ورقة، ويعود يعانق الكلماتِ، إن المغول عادوا مجدداً، وتكسروا على صرخاتي». , هكذا هو «نورس يكن» يحمل جراحات وطنه بين ضلوعه، ويسكبها على الورق شعراً يُقرأ.

## الأمسيات
أحيا نورس يكن العديد من الأمسيات في سوريا والوطن العربي منها: 
- الشعر لا يخلع رداءه. أول أمسية شعرية إلكترونية في سوريا فبراير 2010 .
- صرير قلم على مسرح مديرية الثقافة في حلب - نوفمبر 2010 .
- مثير للشغب أمسية إطلاق مجموعة مثير للشغب في نهر الفن حلب - فبراير 2011 .
- قصائد خاصة جدا أمسية سياسية تنتقد النظام السوري حيث ألقى فيها اليكن مجموعة من الأعمال السياسية كـ يا سيدي السلطان وفاصل سياسي كما طلب من الجمهور في بداية الأمسية الوقوف دقيقة صمت حدادا لشهداء درعا - نهر الفن حلب - أبريل 2011 .
- أمسية اليوم العالمي للشعر بيروت - أذار 2012 .
- أمسية أطباء على أوتار القلوب بدعوة من طلاب كلية الطب في جامعة بيروت العربية صيدا - ابريل 2012 .
- ياسمين سوري على مسرح الجامعة الأميركية في بيروت - بيروت - أذار 2013 .

## الحياة السياسية
بدء بتوجيه الانتقادات للسلطة في سوريا عبر قصائده منذ العام 2010 عبر قصائد مثل يا سيدي السلطان وفلسفة عربية اللاتي منعن من النشر في مجموعته الشعرية الأولى مثير للشغب، والتي قام محافظ مدينة حلب آنذاك علي أحمد منصورة بمنع حفل توقيعها فيما بعد على مسرح مديرية الثقافة متحججا بأن الشارع لا يحتمل عنواناً كهذا. 
شارك في الثورة السورية منذ بدايته وساهم مع العديد من الشباب السوريين بإنشاء رابطة الشباب السوري للتغيير الديمقراطي في حزيران 2011 والتي عملت على المساهمة تنظيم المظاهرات والتحركات، لكن لم تلبث أن اعتقل جميع أعضائها في كل المحافظات السورية خلال أسبوعين وكان اليكن بينهم فاعتقل في مدينة حلب يوم 18 أغسطس 2011 وتنقل في سجون النظام السوري بين حلب وحمص ودمشق حتى أخلي سبيله في 3 نوفمبر 2011 . 
لم يتوقف اليكن عن الكتابة بعد خروجه ونشر قصة اعتقاله على ثلاثة أجزاء بعنوان «عندما قال له دوختنا» كما نشر جميع القصائد التي كتبها دخل السجن وبدء يتعرض إلى مضايقات جديدة من الأمن السوري ما دفعه إلى مغادرات سوريا والاستقرار في بيروت. انضم هناك إلى هيئة التنسيق الوطنية لكنه لم ينشط معها مطلقاً. وابتعد عن السياسة بعد أن عبر في قصائده عن اصابته بخيبة أمل كبيرة لما حدث في بلاده وتحول سير الأحداث فيه من ثورة سلمية لحرب أهلية محملاً الجيش الحر والتيارات المتطرفة والنظام السوري مسؤولية دمار البلاد. وتفرغ للكتابة فأصدر آيات لم يكتبها الرب ليكون أول عمل شعري مطبوع حول سوريا. ثم انتقل للإقامة في العاصمة الأردنية عمان. ومنها إلى تركيا حيث يستقر هناك.

## الدراسة والحياة المهنية
لم يعمل في مجال دراسته بعد تخرجه من الأبجدية الدولية للسياحة في حلب. وتفرغ للكتابة. ثم انتسب إلى كلية الإعلام في جامعة الجنان في لبنان لكنه لم يتخرج منها. انتقل إلى عمان وعمل مديرا للقسم Housekeeping في فندق الرمال الذهبية. ثم انتقل إلى تركيا ليعمل في مجال الأعلام معد ومقدم لعدة برامج إذاعية وتلفزيونية

### البرامج الإذاعية
- مظاهرة أف أم (2013 - 2014)
- سلام مع نورس (2014 -)
- يسعد صباحك يا بلد (مجلة إذاعية صباحية - 2014)
- وسط البلد (برنامج تفاعلي يومي - 2015)
- الحرملك (برنامج حواري نسائي)
- بنت البلد (برنامج حواري نسائي)
- حوار جينف
- صوتك بدمنا
- في البدء كانت كلمة
- طجت لعبت
- سبورت مكس
- أبو عبدو وأبو كاسم (دراما إذاعية)
- ليالي رمضان
- العيد عيدنا

### البرامج التلفزيونية
- سوريا 360 (برنامج حواري سياسي)
- نبض سوري (برنامج حواري خدمي)
- ثورة وهتاف (برنامج ساخر عرض على يوتيوب)

و هو عضو في رابطة الكتاب السوريين، ومنظمة كتاب عراقيون من اجل الحرية

## سلام مع نورس
برنامج حواري ثقافي وفني من إعداد وتقديم نورس يكن بدء بثه في 4 - 1 - 2014 على إذاعة نسائم سوريا ومستمر حتى الآن حيث حقق البرنامج نجاحا كبيرا واستضاف مزيح من نجوم العالم العربي والفنانين المستقلين 

### ضيوف سلام مع نورس
- جمال سليمان

- مكسيم خليل

- يارا صبري
- ناندا محمد
- رافي وهبي
- كندة علوش
- محمد آل رشي
- جهاد عبده
- سميح شقير
- وليد توفيق
- إياد أبو الشامات
- مالك جندلي
- عبد الكريم حمدان
- نصير شمه
- نوار بلبل
- أحمد قعبور
- فدوى سليمان
- شربل روحانا
- سوسن أرشيد
- رغد المخلوف
- مكادي نحاس
- ريم بنا
- تريز سليمان
- دلال أبو آمنة
- غبريال عبد النور
- بشار العزاوي
- دينا الوديدي
- تانيا صالح
- ريبر وحيد
- مشروع ليلى
- لين أديب
- نديم محسن
- طرباند
- طارق العربي طرقان
- كايروكي
- عزة البحرة
- عروة الأحمد
- وصفي المعصراني
- خاطر ضوا
- الأخوين ملص
- رامي عصام
- عبد الحكيم قطيفان
- يسرا الهواري
- فؤاد حميرة
- سامر رضوان
- أيهم أحمد
- غطفان غنوم
- علا ملص
- محمد طكو
- ديلاور عمر
- زينة حلاق
- معاذ عبد الله
- ميسا الحافظ
- معن وطفة

## وصلات خارجية
و لكأس الفودكا حديث أخر / نورس يكن على يوتيوب
ثورة وهتاف - حلقة تونس 
التعليق على نهائي كأس العالم 2014 
نورس يكن على تلفزيون سوريا الشعب
يوميات موالي محشش / نورس يكن على يوتيوب
قصيدة صنوبريات - قاعة المكتبة العامة في صيدا | لبنان 
يا سيدي السلطان - من أمسية قصائد خاصة جدا في حلب 